# Wynonna (album)
Wynonna è l'album di debutto da solista della cantante country statunitense Wynonna Judd (ex-componente, insieme alla madre Naomi Judd, del duo The Judds), album pubblicato nel 1992 su etichetta Curb Records/MCA Records.
L'album contiene in tutto dieci brani, che vanno dal country al rock e al soul.

Tra questi, figurano i singoli I Saw the Light e No One Else on Earth.
L'album, che raggiunse il primo posto delle classifiche degli album country negli Stati Uniti d'America, è stato ripubblicato anche nel 2004.

## Tracce
1. "What It Takes"  (Brendan Croker)  – 4:17
2. "She Is His Only Need"  (Dave Loggins)   – 4:27
3. "I Saw the Light"  (Andrew Gold, Lisa Angelle) – 3:55
4. "My Strongest Weakness"  (Naomi Judd - Mike Reid) – 4:22
5. "When I Reach the Place I'm Going"  (Emory Gordy Jr. - Joe Henry)   – 2:49
6. "No One Else on Earth"  (Jill Colucci - Stewart Harris - Sam Lorber)   – 3:58
7. "It's Never Easy to Say Goodbye"  (Allen Shamblin - Bernie Nelson) – 4:59
8. "A Little Bit of Love (Goes a Long, Long Way)"  (Marty Stuart - Kostas)  – 2:59
9. "All of That Love from Here"  (Lynn Langham - Kris Bergsnes - Sharon Rose Higgins)  – 3:26
10. "Live with Jesus"  (Paul Kennerley)   – 2:18